# (7851) Azumino
(7851) Azumino (1996 YW2) – planetoida z grupy pasa głównego asteroid okrążająca Słońce w ciągu 3,28 lat w średniej odległości 2,2 j.a. Odkryta 29 grudnia 1996 roku.